# Anísio Abraão David
Aniz Abraão David, mais conhecido como Anísio Abraão David (Rio de Janeiro, 7 de junho de 1937), é um bicheiro e contraventor brasileiro e presidente de honra da escola de samba Beija-Flor.

## Biografia
Foi presidente da Liga Independente das Escolas de Samba do Rio de Janeiro entre 1985 e 1987.
Vindo de uma família de origem libanesa, tinha mais oito irmãos (sete homens e duas mulheres), porém, recentemente perdeu dois de seus irmãos, o ex-prefeito de Nilópolis Farid Abraão David e o comerciante David Abraão, restando somente ele e mais duas irmãs.
Anísio é mais conhecido pela forte influência política de sua família na cidade de Nilópolis. Seu irmão Farid Abrão David foi prefeito da cidade e seu sobrinho, Ricardo Abraão, foi deputado estadual. Simão Sessim, foi deputado federal e um dos filhos de Simão, Sérgio Sessim, foi prefeito do município de Nilópolis entre 2008 e 2012.
Sua família já se mantém no poder há bastante tempo. O outro irmão, o ex-deputado Jorge Sessim David, já falecido, também foi mandatário da cidade. O irmão de Anísio, o também falecido, Miguel Abrahão, deixou como herdeiro político o seu filho Abrahão David Neto (vereador em Nilópolis pelo segundo mandato consecutivo e atual prefeito da cidade).
Em 2007, Anísio foi um dos bicheiros presos pela Polícia Federal na Operação Hurricane, acusado de ter ameaçado jurados para que dessem o título à sua escola de samba. Além de no ano seguinte ser preso durante a Operação 1357. em dezembro de 2011, foi indiciado pela Operação Dedo de Deus, mas sendo encontrado em janeiro de 2012.